# スプラング・リズム
スプラング・リズム（Sprung rhythm）とは、自然な話し方のリズムを模すために考案された詩のリズム。
スプラング・リズムを構成する韻脚は、最初の音節は強いアクセント（強勢がある）で、その後に不定数の弱いアクセント（強勢のない）音節が続くことがある。イギリスの詩人ジェラード・マンリ・ホプキンスは、民謡、口承詩、シェイクスピア、ミルトンなどの中に、英語の自然なパターンを持った、それまで名前のなかったこの詩的リズムを発見したと主張した。ホプキンスは、音節の上にダイアクリティカルマークをつけて、アキュート・アクセントなら「á」、グレイヴ・アクセントなら「è」と示した。
一部の批評家は、自由詩のような、雑多で不規則な韻脚を持つ詩のために、ホプキンスは「スプラング・リズム」という名前を造語したに過ぎないと言う。しかし、スプラング・リズムは不定数の音節を1つの韻脚にすることを許す一方で、ホプキンスは詩行ごとの韻脚数を首尾一貫してきわめて慎重に守って、その作品は自由詩とは共有できない特質を持っている。

## 例
Glory be to God for dappled things—
For skies of couple-colour as a brinded cow;
For rose-moles all in stipple upon trout that swim;
Fresh-firecoal chestnut-falls; finches' wings;
Landscape plotted and pieced—fold, fallow, and plough;
And áll trades, their gear and tackle and trim.
All things counter, original, spáre, strange;
Whatever is fickle, frecklèd (who knows how?)
With swíft, slów; sweet, sóur; adázzle, dím;
He fathers-forth whose beauty is pást change:
Práise hím.
-- ホプキンス『Pied Beauty』

### 韻律分析
|Glory|be to|God for|dappled|things—
For|skies of|couple-|colour as a|brinded|cow;
For|rose-moles|all in|stipple upon|trout that|swim;
Fresh-|firecoal|chestnut-|falls;|finches'|wings;
|Landscape|plotted and|pieced—fold,|fallow, and|plough;
And|áll|trades, their|gear and|tackle and|trim.
|All things|counter, o|riginal,|spáre,|strange;
What|ever is|fickle,|frecklèd|(who knows|how?)
With|swíft,|slów; sweet,|sóur; a|dázzle,|dím;
He|fathers-|forth whose|beauty is|pást|change:
|Práise|hím.|